# ヘリット・ヤン・ファン・インヘン・スヘナウ
ヘリット・ヤン・ファン・インヘン・スヘナウ（Gerrit Jan van Ingen Schenau、1944年9月13日 - 1998年4月2日）は、オランダの生体力学者。バイオメカニクスの分野、特に筋肉調整、運動のエネルギー論、二関節筋の機能に大きな貢献を果たした。特にスピードスケートに焦点を当て、クラップスケートの発明に重要な役割を果たした。
1998年にがんにより死去した。